# Šušvė
Šušvė neboli Šiušvė, je řeka v Litvě, v Žemaitsku. Teče v okresech Kelmė, Radviliškis (Šiauliaiský kraj) a Kėdainiai (Kaunaský kraj). Je to pravý přítok řeky Nevėžis. Je 134,6 km dlouhá. Pramení na severním okraji vsi Plekaičiai, okres Kelmė, 6 km na východojihovýchod od Tytuvėnů. Teče nejdříve na sever, protéká mokřadem Tytuvėnų tyrelis, u vsi Sklioriškiai se stáčí na východ, začíná více meandrovat a protéká bažinou Sulinkių pelkė. Po soutoku s Gomertou se stáčí na jih, protéká městem Griniškis a zároveň nádrží Vaitiekūnų tvenkinys, na které je u Vaitiekūnů vodní elektrárna o výkonu 350 kW. Další nádrž na řece je Angirių tvenkinys (plocha 248,3 ha) taktéž s vodní elektrárnou. Od počátku nádrže se řeka stáčí směrem jihovýchodním, za městem Joisvainiai u vsi Graužiai se stáčí na jih a zanedlouho se u obce Paleipiai vlévá do Nevėžisu jako jeho pravý přítok 36 km od jeho ústí do Němenu.
Údolí řeky je v horním toku 2 - 3 km široké, níže je 350 - 450 m. Břehy jsou 6 - 15 m vysoké. Koryto řeky je na horním toku 8 - 10 m široké, na středním a dolním toku 10 - 16 m. Rychlost toku je 0,1 – 0,4 m/s. Zamrzá od prosince do března. Led se udrží průměrně 91 - 99 dní. Roční výkyv hladiny dosahuje 3,4 m. Koryto horního toku je regulované. Kolem dolního toku se rozkládá Chráněná krajinná oblast Šušvės kraštovaizdžio draustinis.

## Přítoky

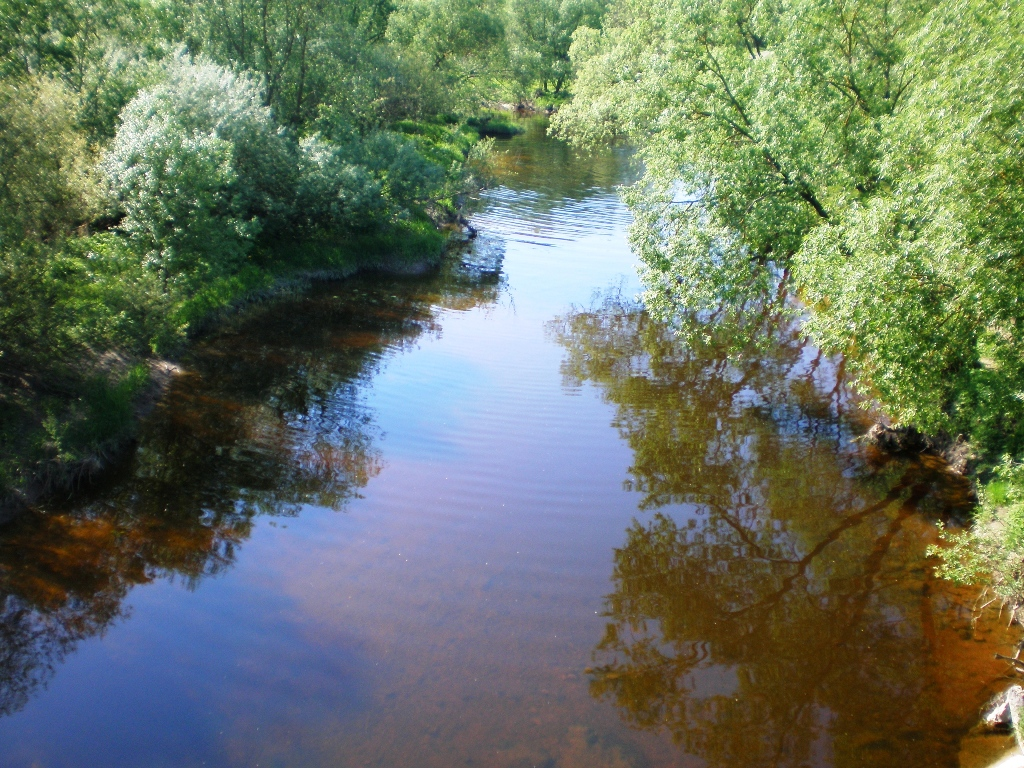
Šušvė u Josvainiů (okres Kėdainiai)

- Levé:

| Hydrologické pořadí | Řeka                      | Délka (km) | Povodí (km²) | Vzdálenost od ústí (km) | Ústí kde   | Koordináty ústí                  |
| ------------------- | ------------------------- | ---------- | ------------ | ----------------------- | ---------- | -------------------------------- |
| 13011012            | Šušvaitė neboli Šiušvaitė | 8,7        | 15,1         | 119,8                   |            |                                  |
| 13011013            | Š - 5                     | 6,3        | 16,4         | 115,7                   |            |                                  |
| 13011014            | Š - 3                     | 4,5        | 14,1         | 109,4                   |            |                                  |
| 13011016            | Beržutė                   | 6,4        | 11,2         | 101,3                   | Jokūbiškai |                                  |
| 13011019            | Malštovė                  | 7,7        | 14,0         | 95,3                    | Žeimiai    |                                  |
| 13011023            | Beržė                     | 35,8       | 301,1        | 80,8                    | Paberžiai  | 55°37′13″ s. š., 23°35′49″ v. d. |
| 13011043            | Srautas                   | 5,6        | 7,8          | 72,0                    | Rudžiai    | 55°34′41″ s. š., 23°38′10″ v. d. |
| 13011046            | Krimslė                   | 4,9        | 11,0         | 59,3                    |            |                                  |
| 13011047            | Vinkšnupis                | 4,2        | 4,1          | 57,1                    |            |                                  |
| 13011048            | Š - 1                     | 3,7        | 5,4          | 54,9                    |            |                                  |
| 13011059            | Paliūnys                  | 3,2        | 5,1          | 44,6                    |            |                                  |
| 13011062            | Paupelys                  | 5,8        | 8,5          | 31,2                    |            |                                  |
| 13011074            | Žiedupė                   | 12,3       | 17,3         | 10,5                    |            |                                  |

- Pravé:

| Hydrologické pořadí | Řeka                   | Délka (km) | Povodí (km²) | Vzdálenost od ústí (km) | Ústí kde   | Koordináty ústí                  |
| ------------------- | ---------------------- | ---------- | ------------ | ----------------------- | ---------- | -------------------------------- |
| 13011011            | Šėta                   | 5,1        | 12,9         | 121,3                   |            |                                  |
| 13011015            | Š - 4                  | 4,2        | 10,6         | 107,4                   |            |                                  |
| 13011017            | Upytė                  | 7,1        | 14,4         | 100,4                   |            |                                  |
| 13011018            | Š - 2                  | 4,5        | 10,7         | 98,6                    |            |                                  |
| 13011021            | Gomerta neboli Gumerta | 20,4       | 53,1         | 86,0                    | Mėnaičiai  | 55°37′42″ s. š., 23°33′29″ v. d. |
| 13011036            | Žadikė                 | 19,0       | 89,9         | 75,1                    | Pašušvys   | 55°34′43″ s. š., 23°36′5″ v. d.  |
| 13011044            | Vedreikė               | 4,0        | 9,6          | 7,4                     |            |                                  |
| 13011045            | Miegotas               | 6,2        | 9,5          | 59,4                    |            |                                  |
| 13011049            | Ažytė                  | 20,0       | 98,4         | 54,0                    | Antkalnis  | 55°26′59″ s. š., 23°39′24″ v. d. |
| 13011057            | Skardūnė               | 3,9        | 9,6          | 48,9                    |            |                                  |
| 13011058            | Raguva/Sliekupis       | 4,7        | 4,7          | 46,7                    |            |                                  |
| 13011061            | Pečiupė                | 7,5        | 13,0         | 40,8                    |            |                                  |
| 13011063            | Cigoniškė              | 3,1        | 2,4          | 27,9                    |            |                                  |
| 13011064            | Žemėplėša              | 5,1        | 8,8          | 27,0                    |            |                                  |
| 13011065            | Liedas                 | 17,7       | 31,5         | 15,5                    | Josvainiai | 55°15′ s. š., 23°49′25″ v. d.    |
| 13011071            | Lapskojis              | 3,3        | 3,4          | 12,6                    |            |                                  |
| 13011072            | Vikšrupis              | 16,9       | 30,4         | 11,3                    |            |                                  |
| 13011076            | Grinčiupys             | 4,2        | 6,0          | 4,0                     |            |                                  |
| 13011076            | Putnupys               | 10,9       | 16,8         | 1,2                     |            |                                  |

## Obce při řece
- Pašakarnis, Šiauliaičiai, Pašušvys, Šiaulėnai, Virikauskai, Žeimiai, Mėnaičiai, Paberžiai, Godai, Pašušvys, Griniškis, Noručiai, Geručiai, Pypliai, Kairėnai, Vaitiekūnai, Vailainiai, Juodeliai, Čystapolis, Gaideliai, Barkūniškis, Plinkaigalis, Pašušvys, Vosbučiai, Guptilėiai, Pajieslys, Uvarčiai, Žostautai, Pilsupiai, Griniai, Angiriai, Varnupė, Sviliai, Joisvainiai, Juodkaimiai, Vainikai, Graužiai, Kunioniai, Paleipiai, Paleipiukai